# Maksymilian Fajans

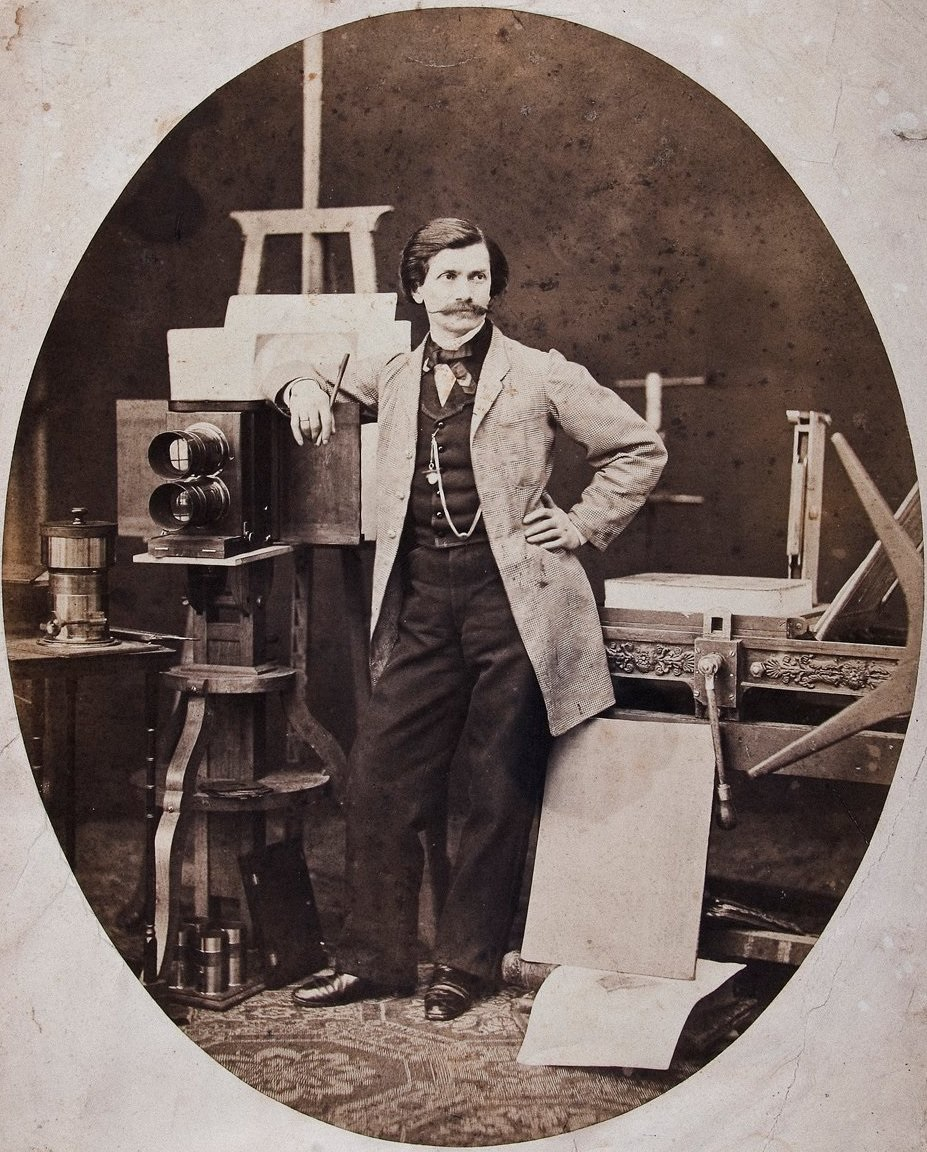
Chân dung tự họa ở xưởng của ông ấy (c.1850)

Maksymilian Fajans (5 tháng 5 năm 1827 tại Sieradz – 28 tháng 7 năm 1890 tại Warsaw) là một họa sĩ, nhà in thạch bản và nhiếp ảnh gia người Ba Lan. Fajans đã giành được một số giải thưởng tại Triển lãm Nhiếp ảnh Quốc tế được tổ chức vào năm 1865 tại Berlin và vào năm 1873 tại Triển lãm Vienna.

## Cuộc đời
Fajans sinh ra ở Sieradz với cha mẹ là người Do Thái và học tại Trường Mỹ thuật Warsaw (Szkoła Sztuk Pięknych) vào năm 1844–49, và từ năm 1850 đến 1853, ông làm việc và đóng ở Paris, nơi ông trở thành học trò của họa sĩ người Pháp gốc Hà Lan Ary Scheffer.
Fajans đã mở một trong những studio chụp ảnh đầu tiên ở Warsaw. Năm 1851–63, ông công bố 14 trang tin về Wizerunki polskie (Polish Images) theo những bức tranh ông vẽ, và trong năm 1851–61, 24 trang tin về Wzory sztuki średniowiecznej (Images of Medieval Art) theo những bức vẽ của L. Łepkowski, B. Podczaszyński và những người khác.
Trong lĩnh vực sắc ký, ông đã xuất bản Kwiaty i poezje (Flowers and Poems, 1858, theo những bức vẽ của ông), vẽ tranh minh họa cho các album và sách (Karola Gustawa trofea...— Trophies của Carl Gustav...— của E. Tyszkiewicz, 1856; Album widoków Polski —Album of Polish Views — của N. Orda, 1875–83). Ông cũng cộng tác với nhà xuất bản Samuel Orgelbrand. Ngoài ra, ông còn làm việc trong lĩnh vực đồ họa thực dụng (lịch, bằng cấp).

## Chân dung

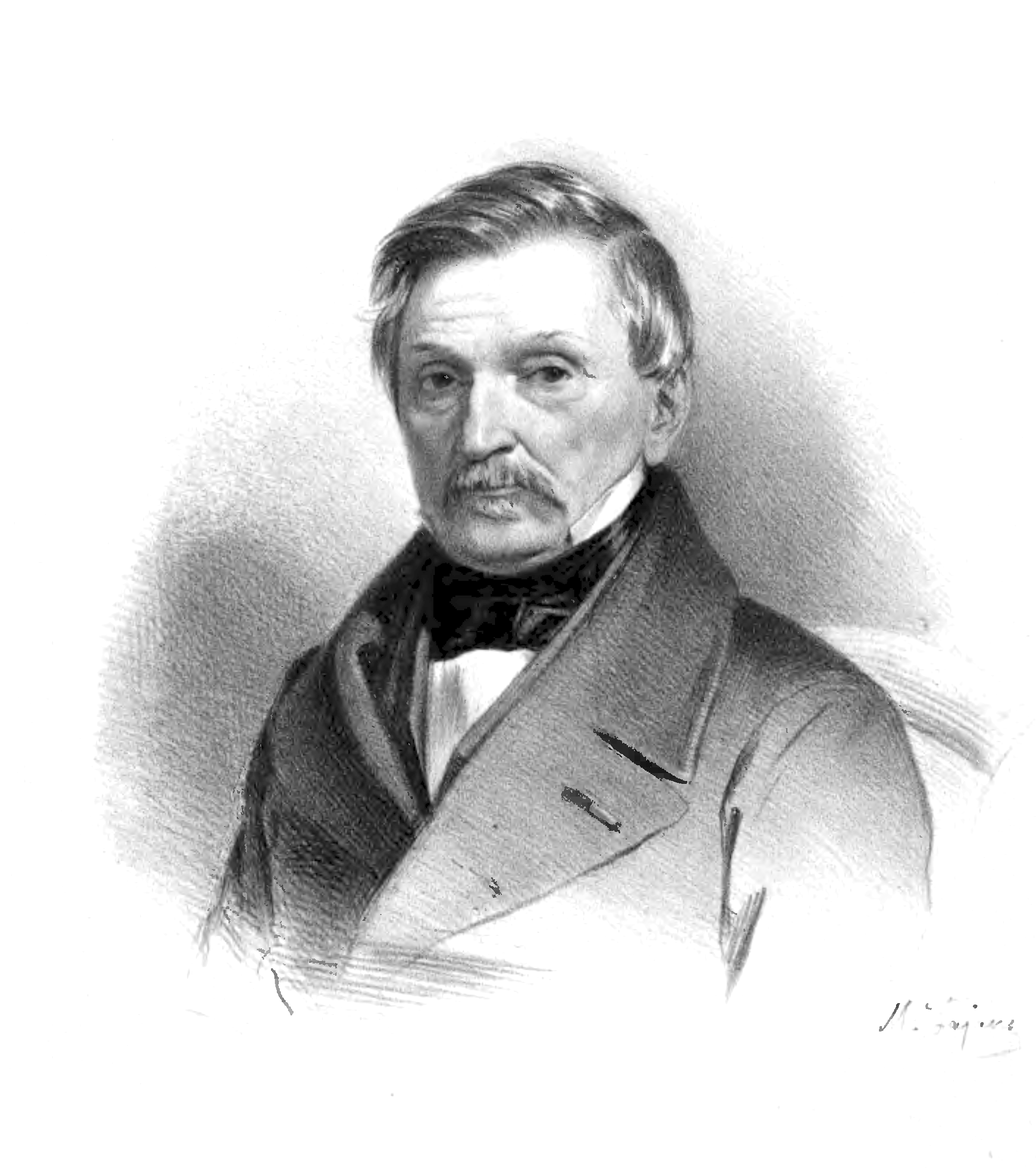
Aleksander Fredro

Chân dung của Fajans về những người cùng thời đáng chú ý bao gồm:: 

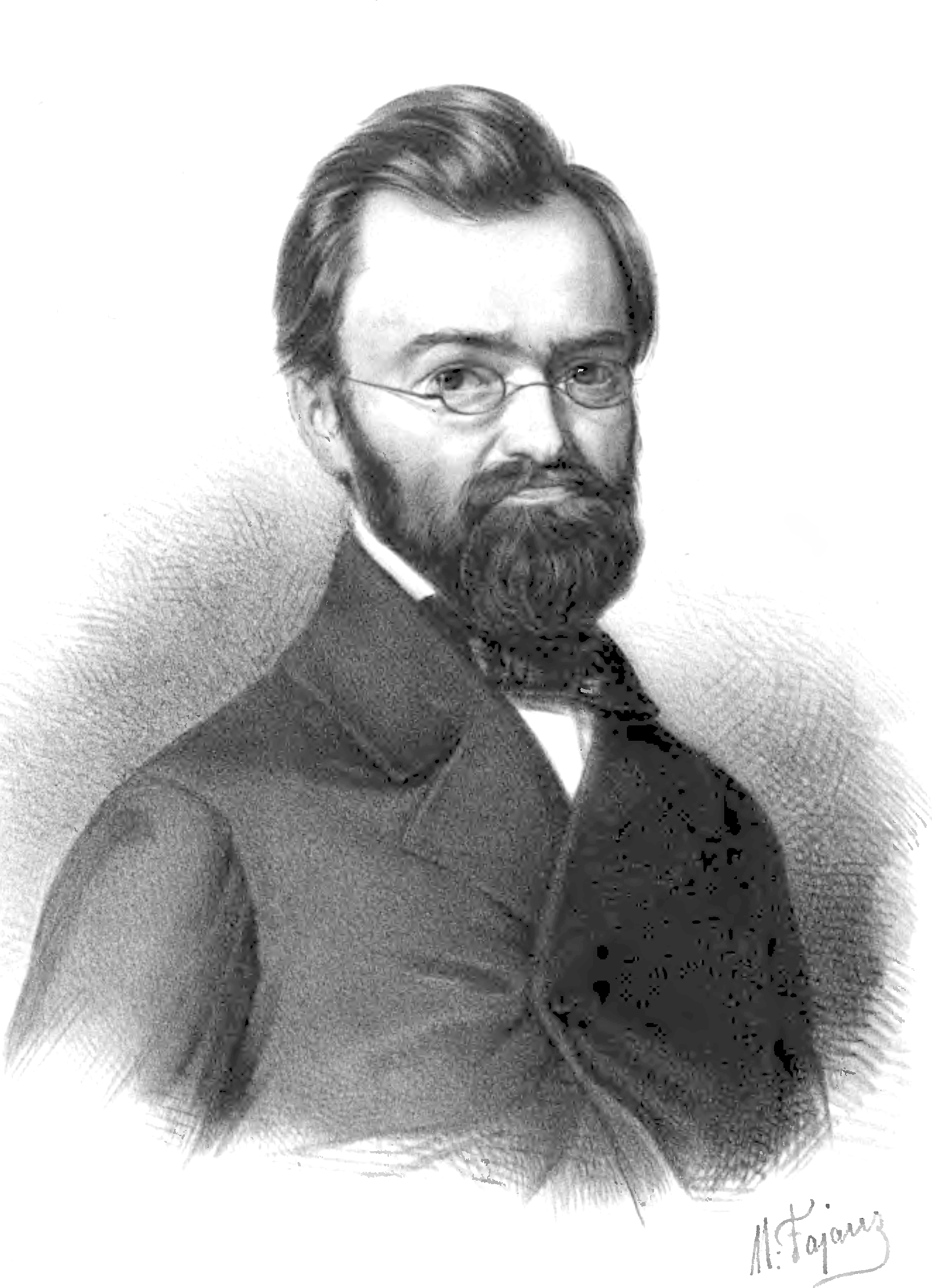
August Cieszkowski

- Aleksander Fredro
- Andrzej Artur Zamoyski
- Antoni Edward Odyniec
- August Cieszkowski
- Antoni Melchior Fijałkowski
- Ignacy Feliks Dobrzyński
- January Suchodolski
- Józef Bohdan Zaleski
- Józef Elsner
- Karol Libelt
- Karol Lipiński
- Lucjan Siemieński
- Teodor Narbutt
- Józef Kremer

## Liên kết bên ngoài
- Chân dung do Fajans vẽ (cyfrowe Lưu trữ ngày 16 tháng 12 năm 2022 tại Wayback Machine)
- A Hunting Certificate from the Workshop of Maksymilian Fajans tại Bảo tàng Cung điện Wilanów